# Thaumastochloa brassii
Thaumastochloa brassii är en gräsart som beskrevs av Charles Edward Hubbard. Thaumastochloa brassii ingår i släktet Thaumastochloa och familjen gräs. Inga underarter finns listade i Catalogue of Life.